# Matador (cóctel)
El Tequila Matador, o simplemente, Matador es un cóctel a base de tequila. Se trata de una versión menos conocida del Margarita, si bien su receta es similarmente simple, con tres ingredientes principales: tequila blanco (o plata), jugo de piña y jugo de lima. El Matador se suele servir en copa de flauta o vaso Martini, y como garnish se suele incluir un gajo de piña o lima.
También se asemeja al cóctel estadounidense Jackhammer, que se elabora mezclando jugo de piña con vodka, una variante del Screwdriver, que lleva jugo de naranja y vodka.
El cóctel combina tres productos típicamente mexicanos: el tequila, la piña y la lima. Debido al contenido naturalmente alto de glucosa en muchas variedades de la piña, o al uso de jugo de piña endulzado comercialmente producido, generalmente no se agrega azúcar u otros edulcorantes adicionales.

## Versiones

### Matador 37
El Matador de 1937 es la receta que aparece en el libro de coctelería inglés Café Royal Cocktail Book, del barman William J. Tarling. Es la referencia escrita más antigua que se tiene del Matador, aunque difiere notablemente de la versión más popular hoy en día, el Tequila Matador (la explicada en este artículo), puesto que lleva:
- Tequila,
- Curazao de naranja y
- Vermú francés

A partes iguales. Aunque se desconoce el origen del cóctel Matador, se sabe que «el primer envío práctico de tequila llegó al Reino Unido y se distribuyó por los bares de Londres a principios y mediados de los años 30», según el barman Paul Bradley. Hasta entonces la venta de tequila de había reducido a México, sin embargo tuvo muy buena recepción en las coctelerías anglosajonas. Siguiendo este fervor por el novedoso tequila, en el libro de Tarling se encuentran otras recetas de cóctel con tequila, todas con nombres que hacen referencia a la tradición taurina mexicana: Toreador, Picador, Torero ...etc.

### Tequila Matador
El Tequila Matador fue recogido en el libro de coctelería Trader Vic’s Bartender’s Guide, de Trader Vic's (1972). Sin embargo, esta receta fue promovida por la marca de tequila José Cuervo, en unos folletos de 1962, antes incluso de la publicación en el libro. Aunque existen innumerables variantes (con albahaca y cerveza de malta, con cilantro y habanero...) en múltiples lugares del mundo, esta receta de Tequila Matador es la que ha pervivido como la que actualmente conocemos como Matador.
También existe una versión de Frozen Matador en el libro Playboy’s Host & Bar Book (1971), que es la misma receta pero con hielo picado para hacer el cóctel tipo frozen.